# Diphasia corniculata
Diphasia corniculata is een hydroïdpoliep uit de familie Sertulariidae. De poliep komt uit het geslacht Diphasia. Diphasia corniculata werd in 1860 voor het eerst wetenschappelijk beschreven door Murray. 